# Pamela H. Smith
Pamela H. Smith es una historiadora de la ciencia estadounidense especializada en las actitudes hacia la naturaleza en la Europa de la primera modernidad (1350-1700), con especial atención al conocimiento artesanal y al papel de los artesanos en la revolución científica. Es profesora Seth Low de Historia, directora fundadora del Making and Knowing Project, directora fundadora del Center for Science and Society, y presidenta de Presidential Scholars in Society and Neuroscience, todas en la Universidad de Columbia. Smith ejerce un mandato de dos años (2016-2018) como presidenta de la Renaissance Society of America.
Smith obtuvo una licenciatura en la Universidad de Wollongong, Nueva Gales del Sur, Australia, en 1979 (First Class Honors), y un doctorado por la Universidad Johns Hopkins, en 1991. Smith fue Margaret and Edwin F. Hahn Professor in the Social Sciences, y profesora de historia en Pomona College de 1990 a 2005, y directora de Estudios Europeos en Claremont Graduate University de 1996 a 2003.

## Premios y becas
- Smith fue fellow en el Wissenschaftskolleg, el Instituto de Estudios Avanzados de Berlín en 1994–1995.[7]
- En 1995, Smith recibió el Pfizer Award por su libro The Business of Alchemy: Science and Culture in the Holy Roman Empire (1994).[8]
- Smith fue seleccionada como becaria de la John S. Guggenheim Foundation en 1997–1998.[9]
- Smith ganó la beca internacional Sidney M. Edelstein para investigación en historia de la química en 1997–1998.[10]
- Smith fue Getty Research Institute Scholar en 2000–2001.[11]
- En 2003-2004 y 2009–2011, Smith recibió una New Directions Fellowship de la Fundación Andrew W. Mellon.[12]
- Su libro, The Body of the Artisan: Art and Experience in the Scientific Revolution (2004) ganó el Premio Leo Gershoy de 2005 otorgado por la American Historical Association.[13]
- Smith fue Samuel H. Kress Paired Fellow en el Center for Advanced Study in the Visual Arts de la National Gallery of Art en 2008.[14]
- Smith fue fellow en el Davis Center for Historical Studies de la Universidad de Princeton en 2009–2010.[15]

## Publicaciones seleccionadas

### Libros
- From Lived Experience to the Written Word: Reconstructing Practical Knowledge in the Early Modern World, Chicago: University of Chicago Press, 2022.
- The Matter of Art: Materials, Practices, Cultural Logics, c. 1250-1750, coeditado con Christy Anderson, Anne Dunlop, Manchester University Press, 2015. ISBN 978-0-7190-9060-8
- Ways of Making and Knowing: The Material Culture of Empirical Knowledge, coeditado con Amy Meyers y Harold J. Cook, Bard Graduate Center/University of Michigan Press, 2014. ISBN 978-0-4721-1927-1. Segunda reimpresión, 2017. ISBN 978-1-9417-9211-7
- Making Knowledge in Early Modern Europe: Practices, Objects, and Texts, 1400-1800 coeditado con Benjamin Schmidt, Chicago: University of Chicago Press, 2008. ISBN 978-0-2267-6329-3
- The Body of the Artisan: Art and Experience in the Scientific Revolution, Chicago: University of Chicago Press, 2004. ISBN 978-0-2267-6423-8
- Merchants and Marvels: Commerce, Science and Art in Early Modern Europe, coeditado con Paula Findlen, Nueva York: Routledge, 2002. ISBN 978-0-4159-2816-8
- The Business of Alchemy: Science and Culture in the Holy Roman Empire, Princeton: Princeton University Press, 1994. Edición en rústica, 1996; reimpresión en rústica 2016.; reimpresión en rústica 2016. ISBN 978-0-6911-7323-8 (rústica), ISBN 978-0-2267-6426-9 (ebook)